# Transzeja

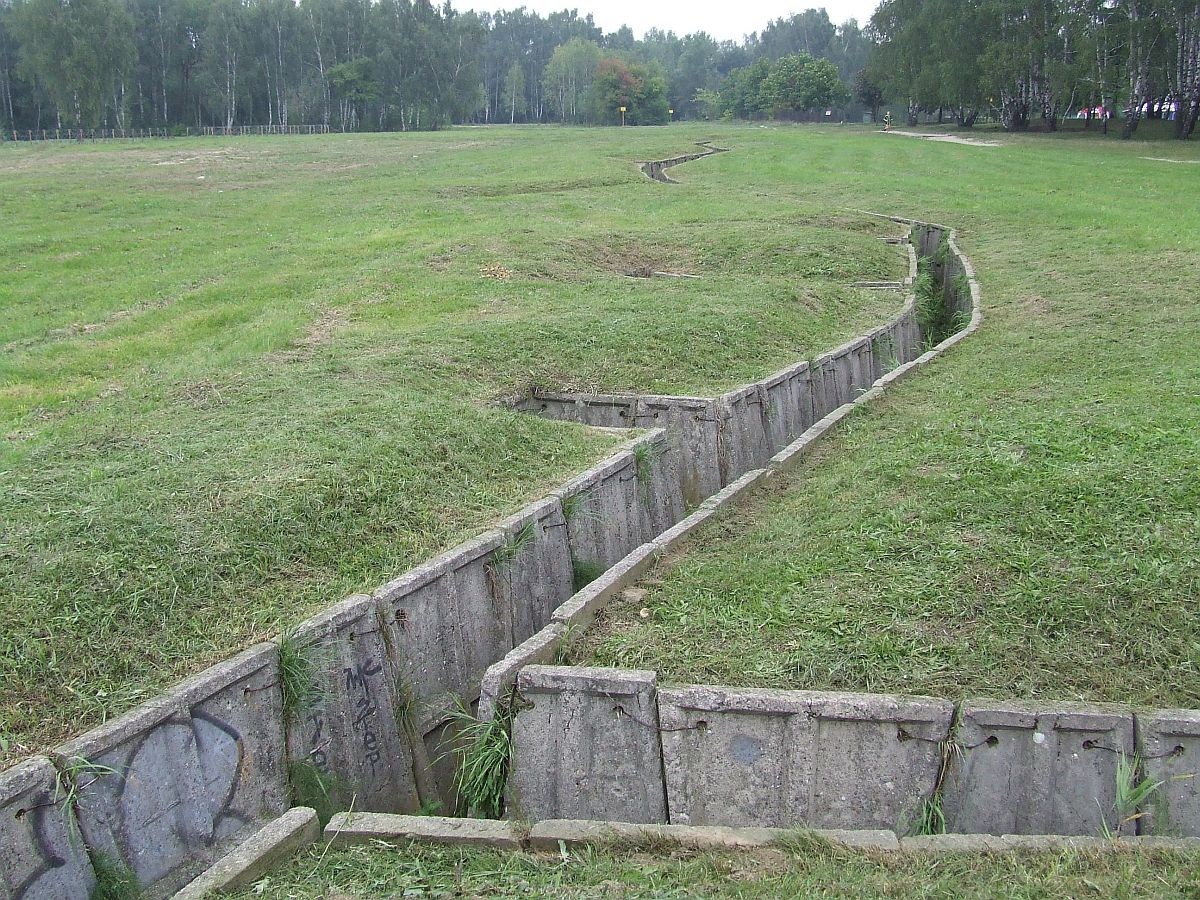
Transzeja na Bemowie na poligonie WAT

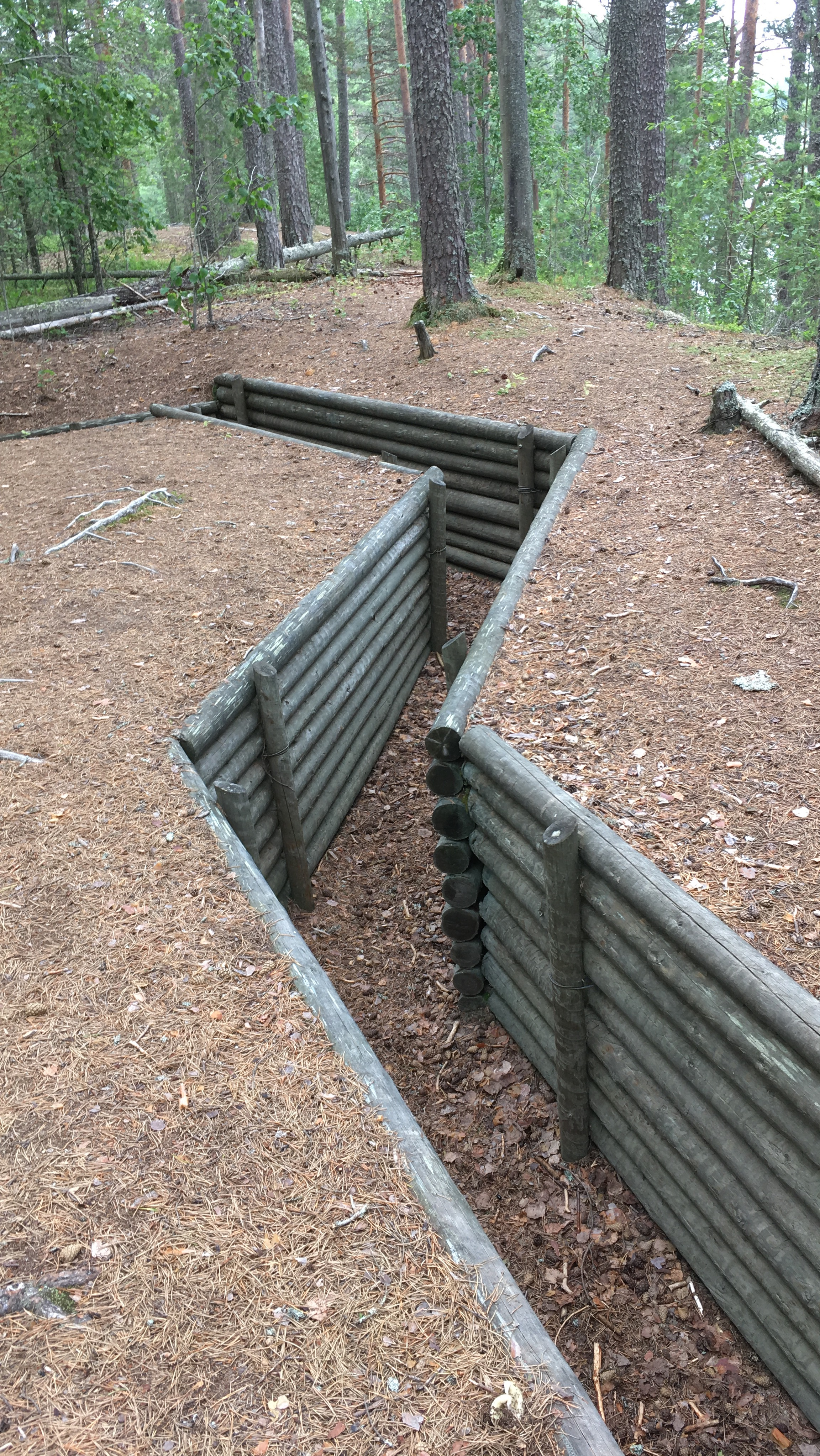
Transzeja w Parku Narodowym Petkeljärven (Finlandia)

Transzeja – element fortyfikacji (zarówno obronnych, jak i oblężniczych) o narysie łamanym lub krzywoliniowym w postaci odkrytego, wąskiego, ale dostatecznie głębokiego rowu, służący głównie do przemieszczania się żołnierzy, a osłaniający całkowicie przed ogniem nieprzyjaciela prowadzonym na wprost, oraz radykalnie zmniejszający zasięg rażenia wielu innych broni (ostrzał artyleryjski, bombardowanie itp.). Transzeje łączą inne fortyfikacje ziemne oraz stanowią dojście do okopów, jednak zazwyczaj można z nich prowadzić również ogień oraz dokonywać obserwacji. Wyposażane były w środki bojowo-techniczne oraz sanitarno-gospodarcze.
W najprostszej postaci transzeje są wykopami ziemnymi z urobkiem odkładanym głównie od strony wroga. Ściany takich wykopów mogą być wzmacniane np. deskami. W przypadku fortyfikacji stałych transzeje są również obiektami stałymi, np. w postaci wykopów obetonowanych. W przypadku dłuższych transzei mają one przebieg w postaci linii łamanej, aby zredukować skutki bezpośredniego trafienia w transzeję od góry.